# Solifénacine
La solifénacine, est un médicament utilisé dans l'hyperactivité vésicale et vendu, entre autres, sous le nom de marque Vesicare.

## Usage médical
C'est un médicament utilisé pour traiter l'hyperactivité vésicale et l'hyperactivité neurogène du détrusor. Cela peut aider en cas d'incontinence, de fréquence urinaire et d'urgence urinaire. Les avantages semblent similaires à ceux des autres médicaments de la classe. Elle est prise par voie orale.

## Effets secondaires
Les effets secondaires courants comprennent la bouche sèche, la constipation et les infections des voies urinaires ; les effets secondaires graves peuvent inclure la rétention urinaire, l'allongement de l'intervalle QT, les hallucinations, le glaucome et l'anaphylaxie,,. On ne sait pas si l'utilisation est sûre pendant la grossesse. Il appartient à la classe des antimuscariniques et agit en diminuant les contractions de la vessie.

## Histoire
La solifénacine a été approuvée pour un usage médical aux États-Unis en 2004,. Un mois d'approvisionnement au Royaume-Uni coûte au NHS environ 28 livre sterling à partir de 2019. Aux États-Unis, le coût de gros de ce montant est d'environ 370 dollars américain. En 2017, il s'agissait du 283e médicament le plus prescrit aux États-Unis, avec plus d'un million d'ordonnances,.
Une bithérapie à base de solifénacine liée à la tamsulosine utilisée comme traitement de deuxième intention de l’hypertrophie bénigne de la prostate (Vécalmys). 